# Farman MF.7

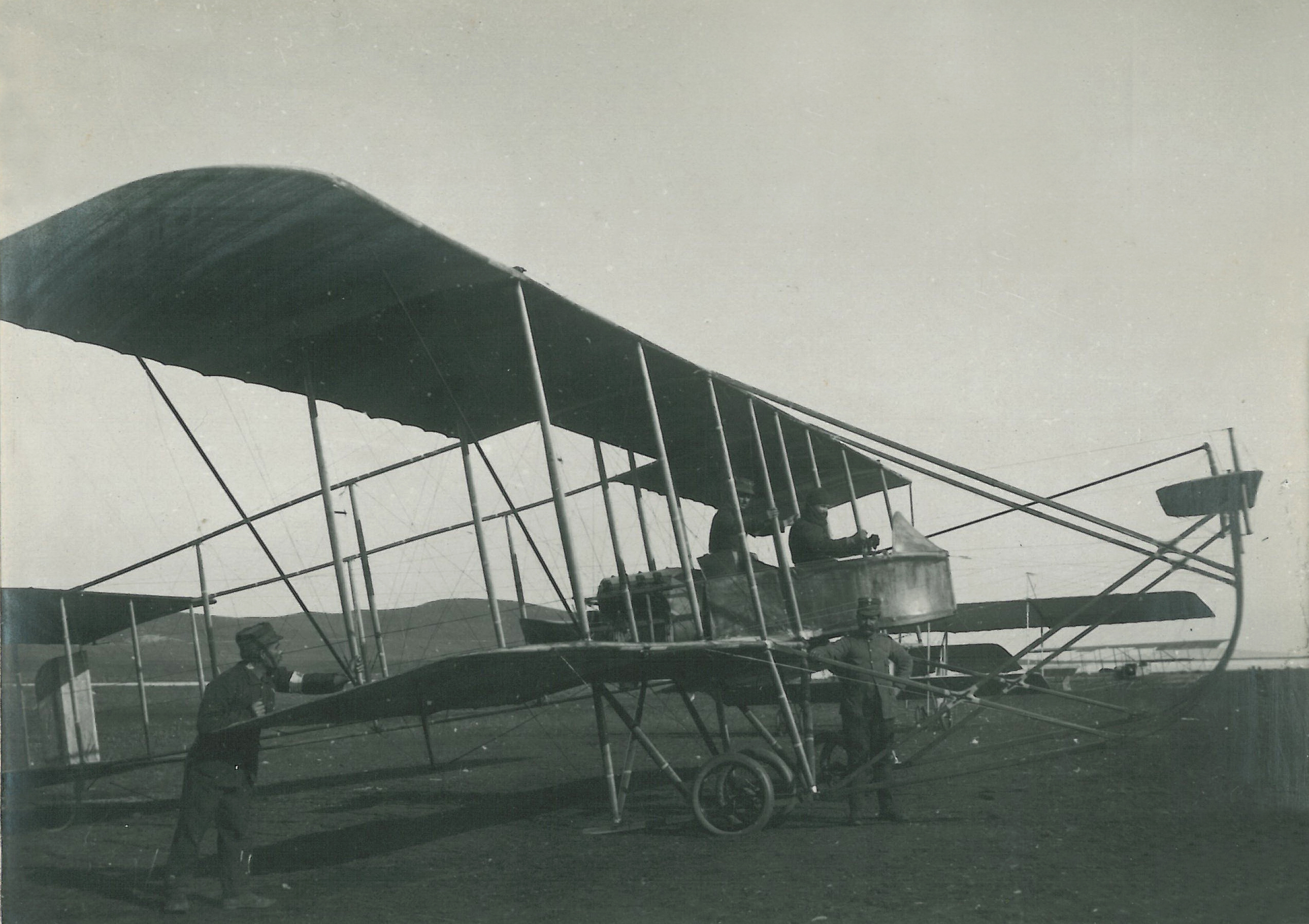
Biplano MF.7 Longhorn, a Preveza a dicembre 1912

Il Maurice Farman MF.7 Longhorn era un biplano da ricognizione biposto sviluppato dall'azienda francese Société des avions Henri & Maurice Farman e prodotto, oltre che dalla stessa, anche su licenza durante gli anni dieci del XX secolo.
Sviluppato prima dello scoppio della prima guerra mondiale, venne adottato, oltre che dalla Aéronautique Militaire, l'allora designazione dell'aeronautica militare francese, anche da numerose aviazioni militari coinvolte nel conflitto, principalmente dalla britannica Royal Flying Corps, rimanendo in servizio di prima linea fino all'introduzione di modelli più efficaci e concludendo la carriera operativa come aereo da addestramento.

## Storia del progetto
Nei primi anni dieci del XX secolo Maurice Farman, fratello e socio del più famoso Henri, iniziò lo sviluppo di un nuovo modello che si basava sulle esperienze che Gabriel Voisin sperimentò sui velivoli di propria costruzione. L'impostazione del velivolo, identificato come MF.7 (dalle iniziali del suo progettista), riproponeva quella dei primi velivoli Voisin ed era caratterizzato da una configurazione alare biplano-sesquiplana, ovvero con l'ala superiore dall'apertura maggiore di quella inferiore, con una piccola fusoliera biposto incasellata tra le due ali che incorporava il gruppo motoelica nella parte posteriore in configurazione spingente. Caratteristica era anche la posizione dell'equilibratore, posizionato anteriormente su un prolungamento dei pattini che sporgevano dalle ruote del carrello, soluzione adottata per evitare il rischio di cappottata in fase d'atterraggio. Questa caratteristica lo identificò successivamente come "Longhorn", in inglese "lungo corno", per differenziarlo dal successivo modello derivato MF.11 dove l'equilibratore venne spostato in coda e che per questo venne identificato come "Shorthorn", ovvero "corno corto".
Il prototipo venne portato in volo per la prima volta nel febbraio 1913 e constatate le buone caratteristiche ne venne avviata la produzione in serie destinata al mercato nazionale dell'aviazione da turismo ed alla formazione dei nuovi piloti sia nelle scuole di volo civili che in quelle militari.
In quel periodo anche le autorità militari del Regno Unito erano alla ricerca di un modello idoneo alla formazione dei propri equipaggi e trovato un accordo con i fratelli Farman ottennero di realizzare su licenza il modello in Inghilterra, presso lo strutture della Aircraft Manufacturing Company Limited (Airco).

## Impiego operativo
Il Farman MF.7 fu utilizzato in prima linea durante le prime fasi del conflitto da Francia e Gran Bretagna. Successivamente, venne relegato a compiti di addestramento. Sessanta esemplari furono venduti alla Norvegia.
Un MF.7 con bandiera giapponese venne abbattuto durante l'assedio di Tsingtao dall'unico aereo tedesco che ancora difendeva la piazzaforte, un Etrich Taube.
L'11ª Squadriglia da ricognizione e combattimento nasce nel 1914 su Farman MF.7 del 1912 ed all'inizio della guerra rimane a Brescia per passare sui Farman 14 comandata dal Tenente Michele Masi.

## Utilizzatori
Australia
- Australian Flying Corps
  - Mesopotamian Half Flight
  - Central Flying School AFC basata a Point Cook, Victoria.

 Belgio
- Compagnie des aviateurs

 Danimarca
- Hærens Flyvertropper

 Francia
- Aéronautique Militaire

 Italia
- Corpo Aeronautico Militare del Regio Esercito

 Grecia
- Ellinikí Vasilikí Aeroporía

 Giappone
- Dai-Nippon Teikoku Rikugun Kōkū Hombu

 Norvegia
- Hærens Flyvevesen

operò con 60 esemplari fino agli anni venti.
 Regno Unito
- Royal Flying Corps

 Russia
- Imperatorskij voenno-vozdušnyj flot

 Spagna
- Aeronáutica Militar Española

## Esemplari attualmente esistenti
- Musée de l'Air et de l'Espace, a Parigi
- Norsk Teknisk Museum, ad Oslo

### Periodici
- (EN) The Maurice Farman biplane, in Flight, Sutton, Surrey - UK, Reed Business Information Ltd., 6 luglio 1912,  pp. 603-6. URL consultato il 31 marzo 2013.